# Juanobius eremus
Juanobius eremus är en mångfotingart som beskrevs av Chamberlin 1928. Juanobius eremus ingår i släktet Juanobius och familjen stenkrypare. Inga underarter finns listade i Catalogue of Life.